# 智泉
智泉（ちせん、延暦8年2月14日（789年3月15日）? - 天長2年2月14日（825年3月25日）?）は、平安時代前期の真言宗の僧。讃岐の人。俗姓菅原氏（一説に阿刀氏）。母は空海（弘法大師）の姉と伝えられる。空海の甥で十大弟子の一人。空海が亡き智泉の供養のため書いた「亡弟子智泉が為の達嚫文」が『性霊集』巻八にある。

## 生涯
- 延暦16年（797年）、9歳のとき空海に連れられて故郷を去り、大安寺の勤操に預けられたと伝えられる[2]。
- 延暦21年（802年）、14歳のとき空海の近士（従者）となったと伝えられる[3]。
- 延暦23年（804年）、16歳のとき受戒と伝えられる[4]。
- 同年7月、入唐留学僧・空海の乗る遣唐使船が肥前松浦を出発。智泉も侍者として同行したと伝えられる[5]。
- 大同元年（806年）10月、空海が唐から帰国。大宰府に留まる。大同年中に空海から両部灌頂を受けたと伝えられる[6]。
- 大同4年（809年）7月、嵯峨天皇の勅命により空海が入京、高雄山寺に入る。智泉も随行したと伝えられる。
- 弘仁3年11月13日（812年12月20日）、最澄から書簡と進物を受け、空海へのとりなしを依頼される[7]。12月、空海により高雄山寺の三綱の1人（ほかは杲隣、実恵）に選ばれる。
- 弘仁年中、空海に随い高野山に来て東南院（と後に号される伽藍の起源となる草庵）を造り滞在すると伝えられる[8]。
- 天長2年2月14日（825年3月25日）、病により高野山東南院にて没すと伝えられる（延暦8年（789年）生説なら享年37）。

叔父で師匠の空海より先に亡くなったため、空海が駆けつけ智泉の死を悼んだとされる

## 伝説
智泉は孝順の士といわれ、父母にまつわるものが多い。
- 父の死を予感

大同4年（809年）、河内の高貴寺に滞在中のある晩、胸騒ぎがして急に父母に会いたくなり讃岐に帰郷したところ、父は病に臥せっていた。父は死ぬ前に会えたことを喜び、智泉の手を握って、お前のおかげで浄土に往生できると言い、息を引き取る。智泉は百日の間泣きながら経を唱え冥福を祈ったと伝えられる。
- 皇后のため普賢菩薩像に祈り皇子誕生の霊験を得る

大同4年（809年）、嵯峨天皇の皇后橘嘉智子（当時は夫人）は、世子誕生を祈るため山城国相楽郡に報恩院を建て、智泉にこれを託す。智泉がそこで祈ったところ、空から一軸の法華曼荼羅が降ってきた。このことを師空海に報告すると、この経の守護である普賢菩薩の像を造り本尊として祈れば、必ず感応があると教えられる。智泉は夢のお告げにより、天然に「宝威徳上王仏」の六字をなす霊木を発見。たまたま来た仏師椿井双法眼が自ら助力を申し出、半ばまで彫り進んだところ、讃岐より智泉の母が来訪し、母も彫刻に加わる。母の腕前は法眼が驚嘆するほどで、たちまち像は完成。智泉が像に眼を入れ、誠を尽くして祈ると、翌弘仁元年（810年）、皇子が誕生（後の仁明天皇）した。これにより智泉は神僧と称され、世の崇敬を集めた。
- 地獄から母を救う

母の死から数年後、智泉は夢で母が地獄に堕ちたことを知る。何とかして母を救おうと師空海に相談し、智泉は破地獄の法を伝授される。これを心を込めて修したところ、その晩、夢に母が現れ「お前に救われて、今、天上に往生しました」と告げたという。『元亨釈書』巻九にある。『弘法大師弟子伝』『弘法大師弟子譜』は、智泉の母が地獄に堕ちるなどあり得ないとして、この説話を採用する『元亨釈書』を批判。

## 補注
1. ↑  生没年月日は近世末期の『弘法大師弟子譜』の説で、最も一般的ではあるものの、信憑性は疑問。本来、生没年未詳とすべきか。なお、『弘法大師弟子伝』は生没月日を5月14日としている。
2. ↑  年代・年齢はともかく、『高野雑筆集』所収の書簡に「大安智泉」とあるので、大安寺を本寺として出家得度したことは事実。勤操を空海の師とする伝承は、今日では否定されているが、『性霊集』巻十の「故贈僧正勤操大徳の影の讃」から、空海と浅からぬ関係にあったことは明らかで、勤操に預けられたとしても不思議はない。
3. ↑  「亡弟子智泉が為の達嚫文」によれば、智泉は「入道の長子」、つまり最初の弟子で、「二紀」=24年間にわたり空海に師事したという。没年が天長2年（825年）なら年代的には合致する。
4. ↑  当時、得度者の年齢は20歳以上と定められており、16歳での受戒は不可能。なお『続日本後紀』承和2年3月21日（789年4月22日）条の空海卒伝によれば、空海が得度したのがこの年（前年の延暦22年（805年）とする説も）。
5. ↑  「亡弟子智泉が為の達嚫文」によれば、影のように常に空海に付き随い苦楽をともにしてきたとある。空海の私的従者として入唐に同行した可能性も考えられる。
6. ↑  智泉が得度できる20歳になるのは、延暦8年（789年）生説に立てば大同3年（808年）であり、ふつう受戒はその2年ほど後、弘仁元年（810年）になる。正式に僧侶になる前の大同年中の灌頂は考えにくい。ただ、高雄山寺の三綱となる弘仁3年までには灌頂を受けたと考えられる。
7. ↑  『伝教大師消息』所収。11月15日（12月22日）に高雄山寺で行われた最澄らへ灌頂に関連するもの。この頃すでに智泉が教団内で空海の代理人的地位にあったことがわかる。書簡で最澄は智泉を敬って「法兄」と呼んでいる。
8. ↑  空海が勅許後はじめて高野山入りしたのは弘仁9年（818年）。以来、頻繁に京と高野山を往還する。